# Ischiocentra stockwelli
Ischiocentra stockwelli är en skalbaggsart som beskrevs av Giesbert 1984. Ischiocentra stockwelli ingår i släktet Ischiocentra och familjen långhorningar.
Artens utbredningsområde är:
- Costa Rica.
- Panama.

Inga underarter finns listade i Catalogue of Life.